# George Gibbs (effettista)
George Gibbs (Londra, 18 luglio 1937 – 15 dicembre 2020) è stato un effettista britannico, noto a livello internazionale per le sue opere in campo cinematografico.

## Biografia
Gibbs nacque nel borgo londinese di Islington nel 1937. Nel 1953, Gibbs iniziò la sua carriera nel teatro Hackney Empire, nel borgo londinese di Hackney, dove si formò come elettricista teatrale con la Strand Electric Company. Vi lavorò sino al 1958, quando fu assunto dalla Pinewood Film Studios. 
Con Dennis Muren, Michael McAlister e Lorne Peterson vinse l'Oscar per gli effetti speciali con il film Indiana Jones e il tempio maledetto.
Nel 1989 vinse con Ken Ralston, Richard Williams e Edward Jones il suo secondo Oscar per gli effetti speciali con il Chi ha incastrato Roger Rabbit.
Nel 1993 ottenne la sua terza candidatura con il film Alien³.

## Filmografia
- Le 7 città di Atlantide (Warlords of Atlantis), regia di Kevin Connor (1978)
- Flash Gordon, regia di Mike Hodges (1980)
- La cruna dell'ago (Eye of the Needle), regia di Richard Marquand (1981)
- Ragtime, regia di Miloš Forman (1981)
- Conan il barbaro (Conan the Barbarian), regia di John Milius (1982)
- Britannia Hospital, regia di Lindsay Anderson (1982)
- Sulle orme della Pantera Rosa (1982)
- Monty Python - Il senso della vita (1983)
- Pantera Rosa - Il mistero Clouseau (1983)
- Indiana Jones e il tempio maledetto (1984)
- Brazil (1985)
- Labyrinth - Dove tutto è possibile (1986)
- Chi ha incastrato Roger Rabbit (1988)
- Un pesce di nome Wanda (1988)
- Indiana Jones e l'ultima crociata (1989)
- Air America (1990)
- Giochi di potere (1992)
- Alien³ (1992)
- Il primo cavaliere (1995)
- La carica dei 101 - Questa volta la magia è vera (1996)
- Il Santo (1997)
- Elizabeth (1998)
- La maschera di ferro (1998)
- La vera storia di Jack lo squartatore - From Hell (2001)
- La leggenda degli uomini straordinari (2003)
- La casa dei 1000 corpi (2003)
- Doom (2005)
- Seven Mummies (2006)